# (22144) Linmichaels
(22144) Linmichaels (2000 VM37) – planetoida z pasa głównego asteroid okrążająca Słońce w ciągu 3,64 lat w średniej odległości 2,36 j.a. Odkryta 1 listopada 2000 roku.